# Audience of One
"Audience of One" é uma canção escrita por Rise Against e Tim McIlrath, lançada pela banda norte-americana Rise Against.
É o segundo single do quinto álbum de estúdio Appeal to Reason.

## Desempenho nas paradas musicais
| Parada musical (2009)              | Posição |
| ---------------------------------- | ------- |
| Estados Unidos - Alternative Songs | 4       |